# Huỳnh Mùi
Huỳnh Mùi là một nhà toán học người Việt Nam. Tên ông được đặt cho các bất biến Dickson-Mùi trong đại số.

## Tiểu sử
Huỳnh Mùi sinh ngày 21 tháng 1 năm 1944 và lớn lên ở Huế. Ông vào đại học Sài Gòn năm 1961. Năm 1962, ông sang đại học Tokyo, Nhật Bản. Năm 1967 ông tốt nghiệp đại học. Năm 1969, ông tốt nghiệp thạc sĩ. Năm 1974, ông bảo vệ luận án tiến sĩ dưới sự hướng dẫn của giáo sư Tokushi Nakamura. Năm 1977, ông về Việt Nam.
Trong những năm đầu thập niên 1990, ông sang làm việc tại đại học Thăng Long nơi ông làm hiệu trưởng và quan tâm hơn đến các vấn đề trong khoa học máy tính.
Trường phái tô pô đại số sáng lập bởi ông phát triển ở Việt Nam và được biết đến trên thế giới. Năm 2004, kỷ niệm sinh nhật 60 tuổi của ông, một hội nghị toán học về tô pô đại số đã được tổ chức tại Hà Nội với sự tham gia của các nhà toán học đến từ khắp nơi trên thế giới.

## Đánh giá
| “ | Bài học lớn nhất mà anh Mùi dạy tôi là đứng vững trên đôi chân của chính mình bằng lao động. | ” |

- (GS. Nguyễn Hữu Việt Hưng nói tại Hội nghị Đại số-Hình học-Tôpô toàn quốc mừng GS Huỳnh Mùi 60 tuổi, Đà Lạt, tháng 11 năm 2003).

## Xuất bản

### Sách
- Huỳnh Mùi, Homology operations derived from modular coinvariants, In: Smith L. (eds) Algebraic Topology Göttingen 1984. Lecture Notes in Mathematics, vol 1172. Springer, Berlin, Heidelberg.

### Báo
- Huỳnh Mùi, Modular invariant theory and the cohomology algebras of symmetric groups, J. Fac. Sci. Univ. Tokyo Sec. IA Math. 22 (1975), 319–369.
- Huỳnh Mùi, Duality in the infinite symmetric products, Acta Math. Vietnam, 5(1) (1980), 100-149.
- Huỳnh Mùi, Cohomology operations derived from modular invariants, Math. Z 193 (1986), 151–163.
- Nguyễn Hữu Việt Hưng, Huỳnh Mùi, Symmetric cobordism theory, Math. Inst. Aarhus Univ. No 2, 1988-1989